# Horászán

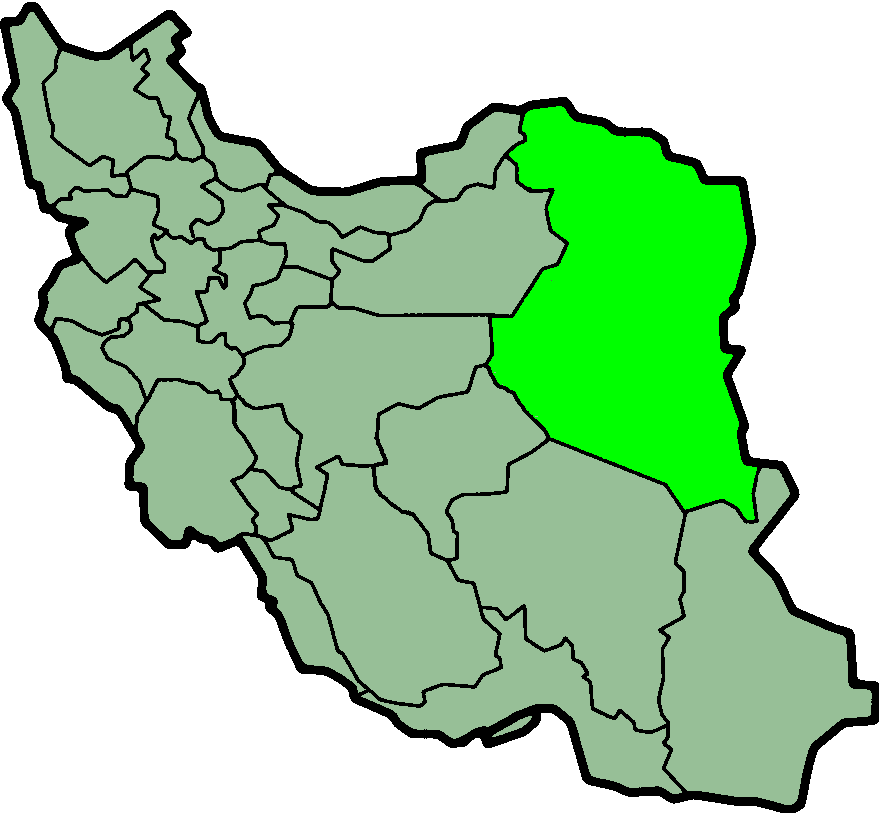
Horászán tartomány Iránban (2004-ben felosztották Észak-Horaszán, Razavi-Horaszán és Dél-horaszán tartományokra)

Horászán (perzsául خراسان – Ḫorâsân; klasszikus és arabos ejtés alapján Hurászán) történeti földrajzi régió a mai Irán északkeleti részén és a szomszédos államokban. A szó jelentése „keleti föld”. Kezdetben így hívták a Perzsa Birodalomtól északkeletre lévő területeket, majd a Szászánida Birodalom idején Perzsia keleti tartományát hívták Horászánnak. A középkorban, azaz a muszlim dominancia időszakában gazdag és népes tartománynak számított, és számos jelentős kereskedelmi és tudományos központnak adott otthont. Virágzása a 13. század elején, Dzsingisz mongol nagykán pusztító hadjáratai következtében ért véget. A történelmi Horászánon ma Irán, Türkmenisztán és Afganisztán osztozik.

## A középkori Horászán
A 7. század közepére eső muszlim hódítást követően tágabb értelemben az egész keleti határrégiót így nevezték a Hindukusig és a Takla-Makánig, de a szűkebb értelmezés szerint az Amu-darjától északra eső területet a rendszerint külön igazgatott Transzoxániához, a délkeleti régiót pedig más régiókhoz (Szidzsisztán, Badahsán, Makrán stb.) sorolták.
A szűkebben értelmezett Horászánt a középkorban négy „negyedre” osztották, amelyek a térség négy nagyvárosához kötődtek: nyugaton Nisápur (ma Irán), északon Merv (ma Mary, Türkmenisztán), keleten Balh (ma Afganisztán), délkeleten pedig Herát (ma szintén Afganisztán). A hódítás idején Merv és Balh, majd a Táhiridák vezette önálló horászáni emírség 9. századi kialakulásakor Nisápur lett a régió fővárosa; ezután különböző, nagyobb birodalmak részét képezte. Az egész tartomány megszenvedte a mongol betöréseket, majd a 14-15. század fordulóján Timur Lenk hadjáratait: ezek nyomán az addig virágzó régiók jelentős részben elnéptelenedtek.

### A nisápuri régió
Nisápurt termékeny földek vették körül, és rendkívül gazdag és népes város volt az egész középkor folyamán, bár súlyos károkat szenvedett 1145-ben egy földrengés, 1153-ban az oguzok betörése, 1221-ben pedig a Dzsingisz kán vezette mongolok támadása miatt (utóbbi alkalommal teljes egészében lerombolták, de újjátelepült). Nisápurtól nyugatra található a sokáig Bajhak néven ismert Szabzevár; ezen keresztül haladt Nisápurba a sivatag peremén haladó postaút. (A karavánok a lassabb, de barátságosabb útvonalat használták, amely a Szabzevártól északra húzódó hegyvonulat túloldalán, Dzsovejn termékeny vidékén haladt át.)
A térség második legfontosabb települése a Nisápurtól keletre, egy magas hegyvonulat túloldalán álló, bányászatáról ismert Túsz volt, a mai Meshed közelében egészen a mongol invázióig. Túszt ekkor, 1220-ban lerombolták, és csak egy közeli falu, Szanábádz épült újra – a tizenkettes síiták nyolcadik imámja, Ali ar-Rida nyughelye felett emelt szentély (mashad) után ezt a 14. századtól kezdve Mashad néven emlegették. (Itt van egyébként Hárún ar-Rasíd kalifa, al-Gazáli, a jeles vallástudós és Firdauszí, a híres perzsa költő nyughelye is.) Ettől északnyugati irányba húzódott két hegyvonulat között az Usztuvá nevű, termékeny vidék, melynek központja a régen Habúsán néven ismert Kucsán. Ettől a hegyvonulattól északra a mai Dargaz körüli, Niszá néven ismert völgy szintén termékenységéről volt híres. A Kopet-dag hegyvonulatán túli térség a Karakum sivatagának határán, amit Hávarán vagy Hávardán néven ismertek, szintén Nisápur fennhatósága alá tartozott, központja a már középkorban elpusztult Mihna és Abívard volt. Az utolsó jelentős település észak felé a Mashad és Herát felől érkező időszakos folyók vizét felhasználó Szarahsz volt, ahol a víz korlátozott volta miatt jobbára állattenyésztés folyt.

### A mervi régió
A mervi körzet alapvetően a Murgáb folyó völgyét foglalta magába, kiegészítve a Transzoxánia felé vezető út településeivel. A Murgáb a mai Közép-Afganisztánból ered, Herát városától északkeletre. A folyó vizét Merv közelében egy medencében gyűjtötték össze, ahonnan négy csatorna indult ki; vize végül a várostól nem messze, a sivatagban fogyott el. Mivel a Murgáb mellett két Merv (eredetileg Marv) nevű város is feküdt, a nagyobbikat megkülönböztetésül Marv as-Sáhidzsánnak („királyi Marv”), a kisebbiket pedig Marv ar-Rúdnak („folyami Marv”) nevezték. Előbbi város egy kiterjedt oázisban volt. A közelében gyilkolta meg egy molnár az arab hódítók elől menekülő III. Jazdagirdet, az utolsó szászánida uralkodót, és a 9. század elején egy ideig al-Mamún kalifa székhelyéül szolgált, majd a 11. században Szandzsar nagyszeldzsuk szultán is itt rendezkedett be. 1220-ban a mongolok lerombolták a virágzó gazdaságú és kultúrájú, népes várost és az öntözőrendszereket is elpusztították. Csak a timurida Sáhruh építtette újjá 1409-ben. 1787-ben pusztult el véglegesen, amikor a perzsa kézen lévő várost a buharai emír elpusztította és lakóit saját székhelyére telepítette.
A folyó felsőbb folyása mentén, ahol a hegyvidék a sivataggal találkozik, állt Felső- vagy Kis-Merv városa (ma Bálá Murgáb, Afganisztán), ami a korai időkben a másik Mervhez hasonlóan népes és gazdag város volt. A mongol hódítás megkímélte, de Timur Lenk elpusztította, és évszázadokon át nem is épült újjá. A két Merv közti területen, a folyó közelében az egész középkorban virágzó öntözéses mezőgazdaság folyt számos kisebb településen.
Szintén a régióhoz tartozó jelentős település volt a sivatagot átszelő buharai út mentén, az Amu-darja partján fekvő Ámul – későbbi nevén Amúja, még később Csahár Dzsúj („Négy csatorna”) –, a mai Türkmenabat. Ez a viszonylag kicsiny, de termékeny település fontos karavánállomás volt. A másik fontos átkelő, a hasonló méretű Zamm (ma Karki) ettől keletre, szintén a folyó déli partján feküdt. Ezt csak a folyó mentén lehetett megközelíteni Horászán felől (Mervből nyugatról, Balhból keletről).

### A heráti régió
Ahogy a mervi körzet települései jórészt a Murgábhoz, úgy a heráti régió települései elsősorban a Hari folyóhoz kötődtek, amely a Kuh-i Bábá hegységből ered, és a Murgábtól délre, a mai türkmenisztáni Tejen közelében enyészik el a Karakumban, miután Szarahsz előtt egyesült a mashadi folyóval. Herát az egész középkorban népes és gazdag település volt, a fénykorát a 12. században, a Gúridák idején élte. A mongolok és Timur Lenk egyaránt meghódították, de mindkét alkalommal gyorsan újjáépült.
A Hari felső völgyében több kisebb-nagyobb mezőgazdasági település jött létre, közülük a legnagyobb a völgy végében álló Aufa (ma Aube) volt. A folyótól kissé távolabb, Heráttól északkeletre pedig Karúh tett szert nagyobb jelentőségre. Heráttól nyugatra, a Hari közelében feküdt Búsandzs vagy Fúsandzs városa. A viszonylag erős és népes települést Timur Lenk 1381-ben porig rombolta, a helyén utóbb a ma is álló Gúrján városa jött létre. A folyón Heráttól délre, a szidzsisztáni út mentén az átkelő miatt fontos Málin/Málan városánál állt egy kőhíd. Ezen túl terült el a sík aszfuzári régió, ami székhelyéről (ma Szabzavar) kapta a nevét. A feljegyzések több más településnevet is megőriztek, de ezek némelyike feltehetően szintén a székhelyre utal; egyedül Adraszkar (a mai Adraszkan) lokalizálható biztosan.
Heráttól északra az elsősorban pisztáciájáról nevezetes bádgíszi körzeten keresztül vezetett az út Felső-Merv felé, az itteni virágzó települések azonban a 13. századi mongol pusztításnak és Timur Lenk 14. századi hadjáratának estek áldozatul, és a térség azóta is viszonylag néptelen és romos. Bádgísztól keletre, a Murgáb forrásvidékén terült el az eleinte Gardzs as-Sár, később Gardzsisztán néven ismert térség. Főbb városainak (Afsín/Absín és Surmín/Szurmín) csak a neve ismert, helyzetük nem. A régiót önálló uralkodók vezették, akiket a források a „gardzsok fejedelme” titulussal illettek. Gardzsisztántól délkeletre terül el Gúr vagy Gúrisztán hegyvidéke. Ez a térség még a 10. században sem került teljesen muszlim kézre. A 12. században innen kiindulva alapítottak birodalmat a helyi eredetű Gúridák, akik Fírúzkúh („Türkizhegy”) nevű várukból uralkodtak. Ezt Dzsingisz kán 1222-es hadjárata során kifosztották és lerombolták, és – a többi, névről ismert településhez hasonlóan – a helye sem azonosítható pontosan. Ettől is keletre, egy termékeny völgyben fekszik Bámján városa, amely meglehetősen népes és jómódú település volt egészen a mongol támadásig – ekkor Dzsingisz kán, feldühödve kedvenc unokája, Mutukin halálán, porig romboltatta a várost, amely évszázadokon át nem épült újjá.

### A balhi régió
Horászán északnyugati régiója két nagy tartományra oszlott, a nyugati Dzsúzdzsánra (másképp Dzsúzadzsán vagy Dzsuzdzsánán) és a keleti Toharisztánra (korabeli kiejtése Tuhárisztán). A szászánida kortól fogva Balh a térség legnagyobb és legnépesebb városai közé tartozott; egyik külvárosában működött az arab hódításig a zoroasztrizmus egyik legnagyobb és leggazdagabb tűztemploma, amelynek főpapi családja – a Barmakidák – később a kalifátus befolyásos politikusaivá váltak. Balhot az 1155-ös oguz betörés során elpusztították, de rövidesen újjáépítették. A mongolok 1220-ban megint elpusztították, és a 14. század első felében még romokban állt. Timur Lenk idejére valamelyest újjáépült, a mongol uralkodó pedig helytartót helyezett ide és további restaurációs munkálatokat folytatott. 1480-ban – egy állítólagos szeldzsuk-kori krónika utalása alapján – a várostól keletre „fedezték fel” Ali ibn Abi Tálib (a síiták első imámja, a szunniták negyedik kalifája, Mohamed próféta veje és unokatestvére) sírját; e körül rövidesen kialakult Mazár-e Sarif városa.
A nyugati Dzsúzdzsán népes és gazdag terület volt a középkor nagy részében; különösen híresek voltak az innen nagy mennyiségben exportált állatbőrök. Központja többnyire a máig fennálló Majmana volt, nagyjából félúton Folyami-Merv és Balh között, amit a korai időkben Jahúdijja vagy Jahúdán („Zsidóváros”) néven emlegettek. Merv és Majmana között állt a bőriparáról híres Tálikán, ami az 1220-as mongol ostrom során pusztult el (romjai Csecsaktu falu közelében láthatóak). Majmana és Balh között fontos és népes, virágzó mezőgazdaságú település volt a máig álló Sebergán (régi nevei: Subrukán, Sufrukán, Sabúrkán), amely a 9. századig helytartói székváros volt, mielőtt a kormányzók a hasonló méretű Majmanába települtek volna. Ettől délre, ugyanazon vízfolyás felsőbb szakasza mentén állt Anbár (vagy Anbír) városa, ami a máig jelentős Szar-i Pol városával azonosítható. Kicsiny méretei és gyér lakossága ellenére Sebergántól északnyugatra, a száraz pusztaságban fekvő Andhój (régi változatokban: an-Nahud, Andahud, Addahúd) szintén a jelentősebb települések közé tartozott.
Toharisztán határát északon az Amu-darja, keleten Badahsán, délen pedig a Bámijántól északra húzódó, a Hindukushoz csatlakozó hegyvidék képezte. A Balhtól délkeleti irányban fekvő Holm, Szamangán és Baglán egyaránt gazdag városok voltak, és termékeny földek vették őket körül, a környező, erdők borította völgyek pedig ezüstöt rejtettek. Holmtól északra, az Amu-darja mellett létezett egy Míla nevű katonai támaszpont (ribát), ami a transzoxániai átkelőt vigyázta. A Holmtól keletre fekvő, nagyvárosként emlegetett Varvalíz a mai Kunduzzal azonosítható. Ettől keletre, a tartomány határvidékén feküdt a máig létező Tálukán (régi változatban Tájikán, Tálikán) városa, amely Toharisztán legnépesebb települései közé tartozott.

### Főbb útvonalak
A középkor folyamán a kereskedelmi és katonai tekintetben egyaránt rendkívül fontos horászáni út kötötte össze a tartományt az iszlám világ központi területeivel. Ez Bisztám felől érkezett a tartományba, és két útvonalon érkezett Nisápurig: az egyik észak felől, a dzsovejni síkságon át (Dzsádzsarm és Ázádvár érintésével), a másik a Dast-e Kavír északi határa mentén, Szabzeváron keresztül. Nisápur után röviddel az út kettéágazott: az egyik ág Túsz/Mashadon és Szarahszon át Mervbe, onnan pedig az Amu-darjánál fekvő Ámulba tartott, ahonnan Transzoxánia felé haladt tovább, míg a másik Herát felé haladt. Herátból dél felé, a szidzsisztáni Zarandzsba vezetett az út (a tartományok határa Szabzavar és Faráh között húzódott), illetve északkeleti irányba, Marv ar-Rúdon és a dzsúzdzsáni településeken át Balhba. (Marv ar-Rúdba Szarahsz és Merv felől is kiágazott egy-egy útszakasz: előbbi a sivatagon keresztül, a másik a Murgáb mentén haladt.) Innen a badahsáni határig húzódott az út, illetve egy-egy kevéssé ismert és használt kiágazás dél felé, Kabul és Gazni irányába is létezhetett.

## A modern Horászán
2004-ig Irán legnagyobb tartománya volt, ekkor három részre osztották: Dél-Horászán, Észak-Horászán és Razavi Horászán. Továbbá nyugaton Jazd, délen pedig Szisztán és Beludzsisztán tartományhoz csatolták egyes részeit.

## Lásd még
- Nagy-Horászán

## Fordítás
- Ez a szócikk részben vagy egészben  a   Khorasan Province című angol Wikipédia-szócikk ezen változatának fordításán alapul.  Az eredeti cikk szerkesztőit annak laptörténete sorolja fel. Ez a jelzés csupán a megfogalmazás eredetét és a szerzői jogokat jelzi, nem szolgál a cikkben szereplő információk forrásmegjelöléseként.